# Goran Dragić
Goran Dragić (Liubliana, 6 de maio de 1986) é um ex-jogador de basquete profissional esloveno.
Apelidado de "The Dragon (O Dragão)", ele jogou basquete profissional na Eslovênia e na Espanha antes de entrar na NBA em 2008. 
Ele liderou a Seleção Eslovena em seu primeiro título do EuroBasket em 2017, sendo eleito o MVP do torneio.

## Carreira profissional

### Europa
Dragić estreou em 2003, aos 17 anos, numa liga menor da Eslovénia, ao serviço do KD Ilirija. Ele jogou lá por um ano, antes de se transferir para o KD Slovan, clube da Liga Eslovena e da Liga Adriática, em 2004. Depois de passar dois anos no Slovan, ele se transferiu para o Saski Baskonia, que o emprestou ao Murcia, em 2006.
Dragić ingressou no Olimpija em 2007 e jogou lá durante a temporada de 2007-08, vencendo o título da Liga Eslovena.

### Phoenix Suns (2008–2011)
Dragić entrou no Draft da NBA de 2008, onde foi selecionado pelo San Antonio Spurs na segunda rodada (45º escolha geral). Ele foi negociado com o Phoenix Suns em troca de Malik Hairston. Os Suns esperavam que ele assumisse a posição de armador titular. Em 25 de janeiro de 2010, Dragić marcou 32 pontos, acertando 6 cestas de três pontos, em uma derrota contra o Utah Jazz.
Em 7 de maio de 2010, durante o Jogo 3 das semifinais da Conferência Oeste, ele liderou uma reviravolta dos Suns contra o San Antonio Spurs, marcando 23 de seus 26 pontos no quarto período. Os Suns superou um déficit inicial de 18 pontos para derrotar os Spurs por 110–96 e tomar uma vantagem de 3–0 na série. "Acho que é seguro dizer que pode ter sido o melhor desempenho no quarto quarto que já vi em um jogo de playoff", disse Grant Hill dos Suns.

### Houston Rockets (2011–2012)
Em 24 de fevereiro de 2011, Dragić foi negociado com o Houston Rockets em troca de Aaron Brooks.
Em 13 de abril de 2011, no último jogo da temporada dos Rockets, Dragić registrou seu primeiro triplo-duplo da carreira com 11 pontos, 11 assistências e 11 rebotes na vitória por 121–102 sobre o Minnesota Timberwolves.
Durante a greve da NBA de 2011, ele jogou 4 jogos pelo Saski Baskonia da Espanha. Ele voltou aos Rockets para a temporada de 2011-12. Ao longo da maior parte da temporada, Dragić continuou a ser usado como reserva. Em março de 2012, ele substituiu Kyle Lowry, que estava com uma infecção bacteriana. Em 9 de abril de 2012, ele ganhou o Prêmio de Jogador da Semana da Conferência Oeste.

### Segunda passagem no Suns (2012–2015)
Em 2012, Dragić tornou-se um agente livre irrestrito. Ele concordou em assinar um contrato de 4 anos e $ 30 milhões com o Phoenix Suns e tornou-se oficialmente um membro da equipe novamente em 19 de julho de 2012.
Em 19 de fevereiro de 2013, Dragić registrou 14 pontos e 18 assistências em uma derrota para o Portland Trail Blazers por 102–98. Ele quase registrou um triplo-duplo contra o Brooklyn Nets com 31 pontos, 12 assistências e 9 rebotes em 24 de março de 2013. Apesar de ter uma temporada de 25-57, Dragić acabou tendo alguns momentos altos de sua carreira no processo.
Depois de contratar Eric Bledsoe, os Suns decidiram transferir Dragić para a posição de Ala-armador. Em seu primeiro jogo com Bledsoe como companheiro de equipe, Dragić liderou a equipe com 26 pontos e 9 assistências na vitória de 104-91 sobre o Portland Trail Blazers. Dragić teve mais de 8 jogos com 30 pontos ou mais, incluindo um duplo-duplo de 31 pontos e 10 assistências na vitória contra o Trail Blazers em 27 de novembro de 2013. Em 3 de fevereiro de 2014, ele ganhou seu segundo prêmio de Jogador da Semana da Conferência Oeste em jogos disputados entre 27 de janeiro e 2 de fevereiro de 2014.
Em 8 de fevereiro de 2014, Dragić registrou 34 pontos e 10 assistências na vitória por 122–109 sobre o Golden State Warriors. Em 23 de fevereiro de 2014, ele marcou 35 pontos em uma derrota por 112-115 para o Houston Rockets. Em 28 de fevereiro de 2014, ele registrou 40 pontos, 3 rebotes e 5 assistências em uma vitória por 116–104 sobre o New Orleans Pelicans. Ele se tornou o sexto jogador, depois de Jeff Hornacek, Dražen Petrović, Dirk Nowitzki, LeBron James e Kevin Durant, a ingressar no 20-50-40 Club - com média de 20 ou mais pontos por jogo, acertando 50% dos arremessos e 40% de acertos de três pontos.
Em 23 de abril de 2014, Dragić ganhou o prêmio de Jogador que Mais Evoluiu na NBA de 2014. Um mês depois, ele seria homenageado por seu país com o prêmio nacional "Maçã da Inspiração" por ser um modelo e inspirar esperança na Eslovênia, além de ajudar a comunidade do país em atividades humanitárias. Em 4 de junho de 2014, Dragić foi nomeado para a Terceira Equipe da NBA ao lado de Damian Lillard, LaMarcus Aldridge, Al Jefferson e Paul George.

### Miami Heat (2015–2021)

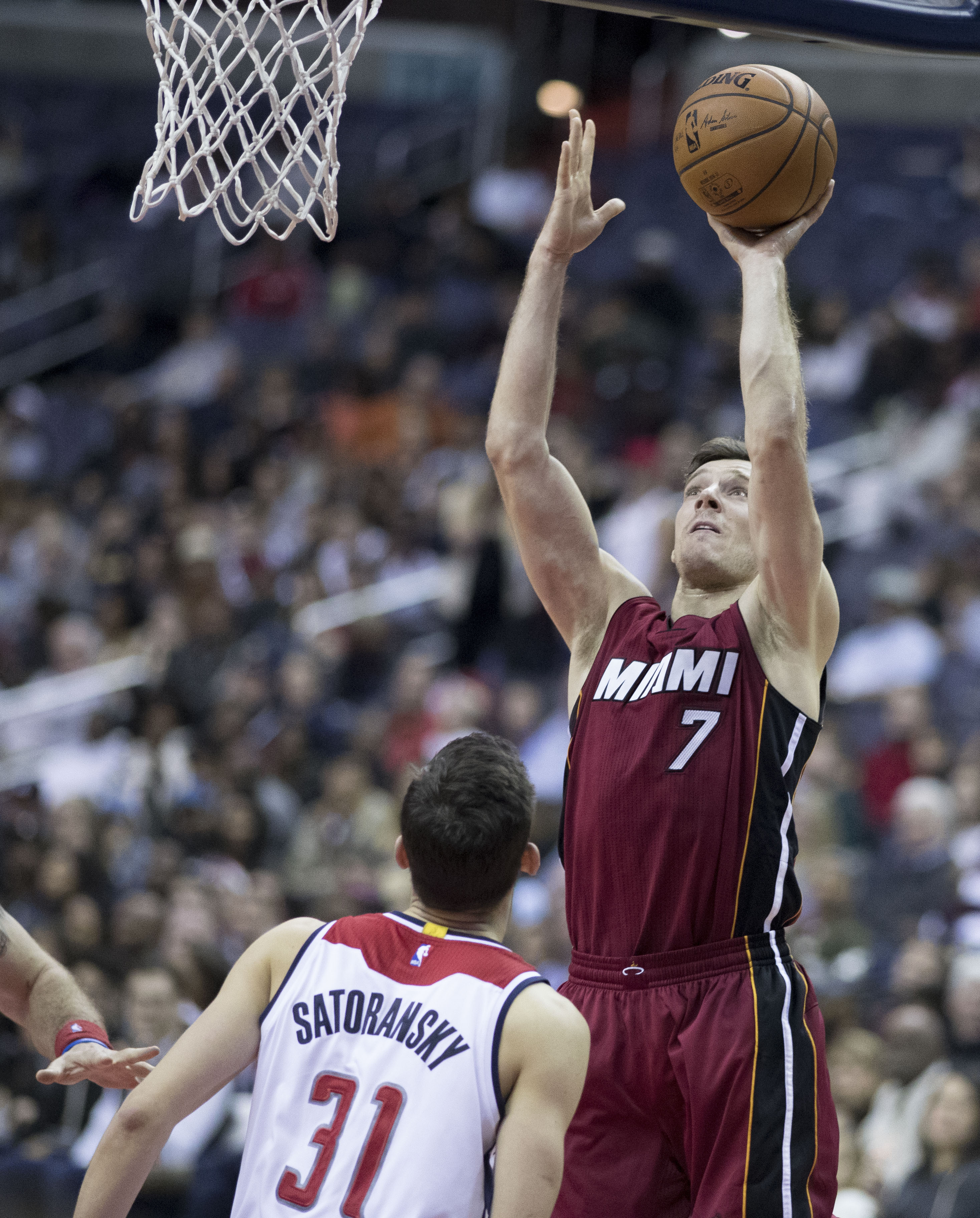
Dragić com o Heat em 2016

Em 19 de fevereiro de 2015, Dragić e seu irmão, Zoran, foram negociados com o Miami Heat em um acordo de três equipes que também envolveu o New Orleans Pelicans. Dois dias depois, ele fez sua estreia pelo Heat, registrando 12 pontos e 3 rebotes na derrota por 105-91 para o New Orleans Pelicans. Dragić terminou a temporada com média de 16,6 pontos e 5,3 assistências em 26 partidas pelo Miami, já que o Heat não foi para os playoffs.
Em 9 de julho de 2015, Dragić assinou novamente com o Heat em um contrato de cinco anos e $ 90 milhões. Em janeiro de 2016, ele perdeu oito jogos seguidos por causa de uma lesão na panturrilha esquerda. Em 20 de fevereiro de 2016, ele registrou 24 pontos, oito assistências e sete rebotes na vitória por 114–84 sobre o Washington Wizards. Em 11 de março, ele marcou 26 pontos e nove assistências na vitória por 118-96 sobre o Chicago Bulls. Em 7 de abril, ele registrou 16 pontos e 12 rebotes na vitória por 106-98 sobre os Bulls, ajudando o Heat a vencer a série da temporada com os Bulls pela primeira vez desde 2003-04. Na segunda rodada dos playoffs contra o Toronto Raptors, Dragić marcou 30 pontos para ajudar o Heat a chegar a uma vitória por 103–91 no Jogo 6, empatando a série em 3-3. O Heat acabou perdendo o Jogo 7 e foi eliminado dos playoffs.
Em 28 de novembro de 2016, Dragić registrou 27 pontos e 17 assistências na derrota por 112–104 para o Boston Celtics. Em 6 de dezembro de 2016, ele marcou 29 pontos em uma derrota por 114-103 para o New York Knicks. Em 12 de dezembro, Dragić marcou 34 pontos na vitória por 112–101 sobre o Washington Wizards. Em 6 de fevereiro, ele marcou 33 pontos, acertando 7 cestas de 3 pontos, e liderou o Heat à sua 11ª vitória consecutiva com uma vitória por 115–113 sobre o Minnesota Timberwolves.
Em 27 de novembro de 2017, ele foi nomeado o Jogador da Semana da Conferência Leste pelos jogos disputados de 20 de novembro a 26 de novembro. Em 15 de janeiro de 2018, ele foi nomeado o Jogador da Semana da Conferência Leste pelos jogos disputados de 8 de janeiro a 14 de janeiro. Foi o seu quarto prêmio de Jogador da Semana na carreira. Em 1 de fevereiro, Dragić foi nomeado o substituto de Kevin Love no Team LeBron para o All-Star Game da NBA de 2018.
Em 27 de outubro de 2018, Dragić marcou 28 pontos na vitória por 120–111 sobre o Portland Trail Blazers, tornando-se o primeiro jogador esloveno a atingir a marca de 10.000 pontos na NBA. No final de novembro e início de dezembro, ele perdeu oito jogos com uma dor no joelho direito. Em 19 de dezembro, ele foi submetido a uma cirurgia bem-sucedida para limpar o joelho direito. Ele voltou à ação em 23 de fevereiro de 2019 contra o Detroit Pistons. Em 28 de março, ele registrou seu segundo triplo-duplo da carreira com 23 pontos, 12 rebotes e 11 assistências na vitória por 105-99 sobre o Dallas Mavericks.
Na temporada de 2019-20, Dragić ajudou o Heat a chegar às finais da NBA de 2020, mas a equipe perdeu a série em 6 jogos para o Los Angeles Lakers. Dragić perdeu 4 jogos nas finais devido a uma lesão de fascite plantar que sofreu no primeiro jogo.

### Toronto Raptors (2021–2022)
Em 6 de agosto de 2021, o Toronto Raptors adquiriu Dragić e Precious Achiuwa em troca de Kyle Lowry. Em 28 de novembro de 2021, Dragić anunciou que estava pessoalmente se afastando dos Raptors por motivos pessoais.
Em 10 de fevereiro de 2022, Dragić e uma seleção de primeira rodada no draft de 2022 foram negociados com o San Antonio Spurs em troca de Drew Eubanks, Thaddeus Young e uma seleção de segunda rodada no draft de 2022. Cinco dias depois, ele e os Spurs concordaram com uma rescisão de contrato.

### Brooklyn Nets (2022)
Em 22 de fevereiro de 2022, Dragić assinou um contrato até o fim do ano com o Brooklyn Nets.

### Chicago Bulls (2022–2023)
Em 2 de agosto de 2022, Dragić assinou um contrato de 1 ano e US$2.9 milhões com o Chicago Bulls. Em 28 de fevereiro de 2023, ele foi dispensado pelos Bulls.

### Milwaukee Bucks (2023)
Em 4 de março de 2023, Dragić assinou um contrato até o fim da temporada com o Milwaukee Bucks.
Anunciou sua aposentadoria do basquete profissional em 31 de dezembro de 2023.

## Carreira na seleção

### Divisões de base
Dragić ganhou a medalha de ouro no EuroBasket Sub-20 de 2004 com a Seleção Eslovena. Ele também jogou no EuroBasket Sub-20 de 2005.

### Seleção Eslovena

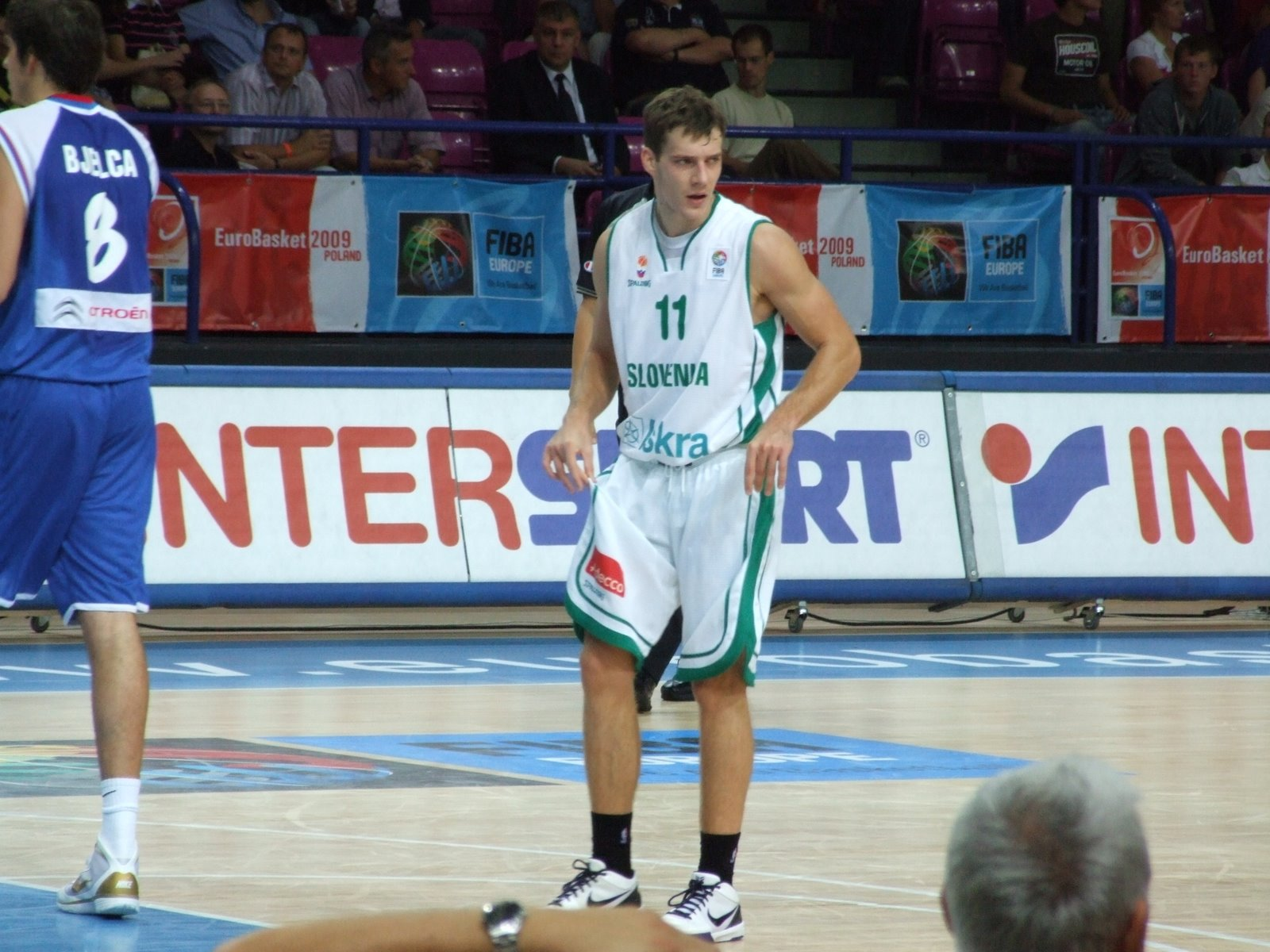
Dragić jogando pela Eslovênia no EuroBasket de 2009

Dragić competiu na Seleção Eslovena no Campeonato Mundial de 2006 e no EuroBasket de 2007, em funções limitadas. O papel de Dragić na seleção começou a aumentar no EuroBasket de 2009 e no Campeonato Mundial de 2010. Em seguida, ele jogou com seu irmão Zoran no EuroBasket de 2011 e no EuroBasket de 2013, este último realizado na Eslovênia. Durante o torneio de 2013, Goran e seu irmão ajudaram a levar a Eslovênia ao quinto lugar e uma vaga na Copa do Mundo de 2014. Dragić terminou entre os cinco primeiros do EuroBasket de 2013 em pontos e assistências, o que lhe rendeu uma vaga no Time do Torneio. 
Em 2014, Dragić foi nomeado capitão da Eslovênia depois que Jaka Lakovič se aposentou da seleção. Nos amistosos anteriores à Copa do Mundo, Dragić descansou em 9 de seus 14 jogos, antes de realmente jogar as partidas oficiais do torneio. Depois de terminar os amistosos, ele jogou sem restrições no resto da competição; ele foi o único membro do All-NBA Team a jogar na Copa do Mundo de 2014, além dos membros da equipe dos EUA.
Antes do EuroBasket de 2017, Dragić anunciou que se aposentaria da seleção eslovena após o torneio. No torneio, ele ajudou a Eslovênia a ganhar seu primeiro título europeu. Ele marcou 35 pontos na final. Após sua atuação, Dragić recebeu o prêmio de MVP do Torneio após ter médias de 22,6 pontos em 9 jogos. Após esse desempenho, ele foi nomeado o Esportista Esloveno do Ano de 2017.
Cinco anos depois, em junho de 2022, Dragić retornou à equipe eslovena para jogar nas Eliminatórias para a Copa do Mundo de 2023. Em 30 de junho, em seu primeiro jogo de volta, ele marcou 19 pontos e ajudou seu país a vencer a Croácia.
Dragić também jogou no EuroBasket de 2022 e teve média de 14,9 pontos como o sexto homem da equipe. A Eslovênia foi surpreendentemente eliminada pela Polônia nas quartas de final.

## Vida pessoal
Dragić nasceu de mãe eslovena e pai sérvio. Ele cresceu na Eslovênia jogando futebol mas uma lesão o obrigou a mudar de esporte. Quando criança, ele admirava os jogadores da NBA, Michael Jordan, Allen Iverson e Steve Nash. Ele é fluente em esloveno, sérvio, espanhol e inglês. O irmão mais novo de Dragić, Zoran, foi anteriormente seu companheiro de equipe no Phoenix Suns e no Miami Heat.
Em agosto de 2013, Dragić se casou com sua namorada de longa data, Maja. Em novembro de 2013, nasceu o primeiro filho do casal, Mateo.
Ele e Zoran, ao lado dos companheiros de equipe Markieff e Marcus Morris, jogaram juntos pelos Suns durante o quarto quarto de sua vitória por 112–96 sobre o Philadelphia 76ers em 2 de janeiro de 2015. Foi a primeira vez na história da NBA que dois pares diferentes de irmãos jogaram juntos pelo mesmo time ao mesmo tempo.

## Estatísticas na NBA

### Temporada regular
| Ano      | Equipe   | PJ  | PT  | MPJ  | AP   | 3P   | LL    | RT  | AS  | BR  | TO | PPJ  |
| -------- | -------- | --- | --- | ---- | ---- | ---- | ----- | --- | --- | --- | -- | ---- |
| 2008–09  | Phoenix  | 55  | 1   | 13.2 | .393 | .370 | .769  | 1.9 | 2.0 | .5  | .1 | 4.5  |
| 2009–10  | Phoenix  | 80  | 2   | 18.0 | .452 | .394 | .736  | 2.1 | 3.0 | .6  | .1 | 7.9  |
| 2010–11  | Phoenix  | 48  | 2   | 17.8 | .421 | .277 | .608  | 1.8 | 3.1 | .8  | .1 | 7.4  |
| 2010–11  | Houston  | 22  | 3   | 17.2 | .472 | .519 | .667  | 2.5 | 2.5 | .6  | .2 | 7.7  |
| 2011–12  | Houston  | 66* | 28  | 26.5 | .462 | .337 | .805  | 2.5 | 5.3 | 1.3 | .2 | 11.7 |
| 2012–13  | Phoenix  | 77  | 77  | 33.5 | .443 | .319 | .748  | 3.1 | 7.4 | 1.6 | .3 | 14.7 |
| 2013–14  | Phoenix  | 76  | 75  | 35.1 | .505 | .408 | .760  | 3.2 | 5.9 | 1.4 | .3 | 20.3 |
| 2014–15  | Phoenix  | 52  | 52  | 33.4 | .501 | .355 | .746  | 3.6 | 4.1 | 1.0 | .2 | 16.2 |
| 2014–15  | Miami    | 26  | 26  | 34.8 | .502 | .329 | .808  | 3.4 | 5.3 | 1.1 | .2 | 16.6 |
| 2015–16  | Miami    | 72  | 72  | 32.8 | .489 | .317 | .667  | 3.8 | 5.8 | 1.0 | .2 | 14.1 |
| 2016–17  | Miami    | 73  | 73  | 33.7 | .476 | .406 | .790  | 3.8 | 5.8 | 1.2 | .2 | 20.3 |
| 2017–18  | Miami    | 75  | 75  | 31.7 | .450 | .370 | .801  | 4.1 | 4.8 | .8  | .2 | 17.3 |
| 2018–19  | Miami    | 36  | 22  | 27.5 | .413 | .348 | .782  | 3.1 | 4.8 | .8  | .1 | 13.7 |
| 2019–20  | Miami    | 59  | 3   | 28.2 | .441 | .367 | .776  | 3.2 | 5.1 | .7  | .2 | 16.2 |
| 2020–21  | Miami    | 50  | 11  | 26.7 | .432 | .373 | .828  | 3.4 | 4.4 | .7  | .2 | 13.4 |
| 2021–22  | Toronto  | 5   | 2   | 18.0 | .382 | .286 | 1.000 | 2.8 | 1.8 | 1.0 | .2 | 8.0  |
| 2021–22  | Brooklyn | 16  | 6   | 25.5 | .376 | .245 | .739  | 3.2 | 4.8 | .9  | .2 | 7.3  |
| 2022–23  | Chicago  | 51  | 0   | 15.4 | .425 | .352 | .659  | 1.4 | 2.7 | .2  | .1 | 6.4  |
| Carreira | Carreira | 939 | 530 | 26.0 | .446 | .354 | .760  | 2.9 | 4.3 | .8  | .1 | 12.4 |
| All-Star | All-Star | 1   | 0   | 11.0 | .333 | .000 | .000  | 4.0 | 1.0 | .0  | .0 | 2.0  |

### Playoffs
| Ano      | Equipe   | PJ | PT | MPJ  | AP   | 3P   | LL    | RT  | AS  | BR  | TO | PPJ  |
| -------- | -------- | -- | -- | ---- | ---- | ---- | ----- | --- | --- | --- | -- | ---- |
| 2010     | Phoenix  | 16 | 0  | 14.8 | .430 | .325 | .742  | 1.8 | 2.3 | .3  | .1 | 7.6  |
| 2016     | Miami    | 14 | 14 | 33.7 | .442 | .348 | .767  | 4.9 | 3.9 | .4  | .2 | 16.5 |
| 2018     | Miami    | 5  | 5  | 31.2 | .467 | .381 | .682  | 2.6 | 4.6 | 1.0 | .0 | 18.6 |
| 2020     | Miami    | 17 | 16 | 32.5 | .444 | .346 | .803  | 4.1 | 4.4 | 1.0 | .1 | 19.1 |
| 2021     | Miami    | 4  | 2  | 29.3 | .426 | .346 | .750  | 1.8 | 2.8 | 1.0 | .5 | 16.0 |
| 2022     | Brooklyn | 4  | 0  | 19.8 | .563 | .333 | 1.000 | 4.5 | 1.5 | .8  | .0 | 10.5 |
| Carreira | Carreira | 60 | 37 | 26.8 | .462 | .346 | .790  | 3.2 | 3.2 | .7  | .1 | 14.7 |

Fonte: